# Drepanulatrix foeminaria
Drepanulatrix foeminaria là một loài bướm đêm trong họ Geometridae.